# Uncifera verrucosa
Uncifera verrucosa är en orkidéart som beskrevs av Victor Samuel Summerhayes. Uncifera verrucosa ingår i släktet Uncifera och familjen orkidéer.
Artens utbredningsområde är Burma. Inga underarter finns listade i Catalogue of Life.